# ザルカ県
ザルカ県（ザルカけん、アラビア語: محافظة الزرقاءアッ＝ザルカー）は、ヨルダンを構成する県（ムハーファザ）の1つである。県の東部の大部分は乾燥した砂漠で占められ、サウジアラビアと境界を接している。

## 概要
県都は、首都アンマンの郊外都市であるザルカ。その他の都市には、アンマンとザルカの間にある郊外都市ルセイファや、アンマンから東へ100キロメートル離れたオアシス都市アズラク（Azraq）がある。アズラク周辺には古代の城や湿地帯もある。

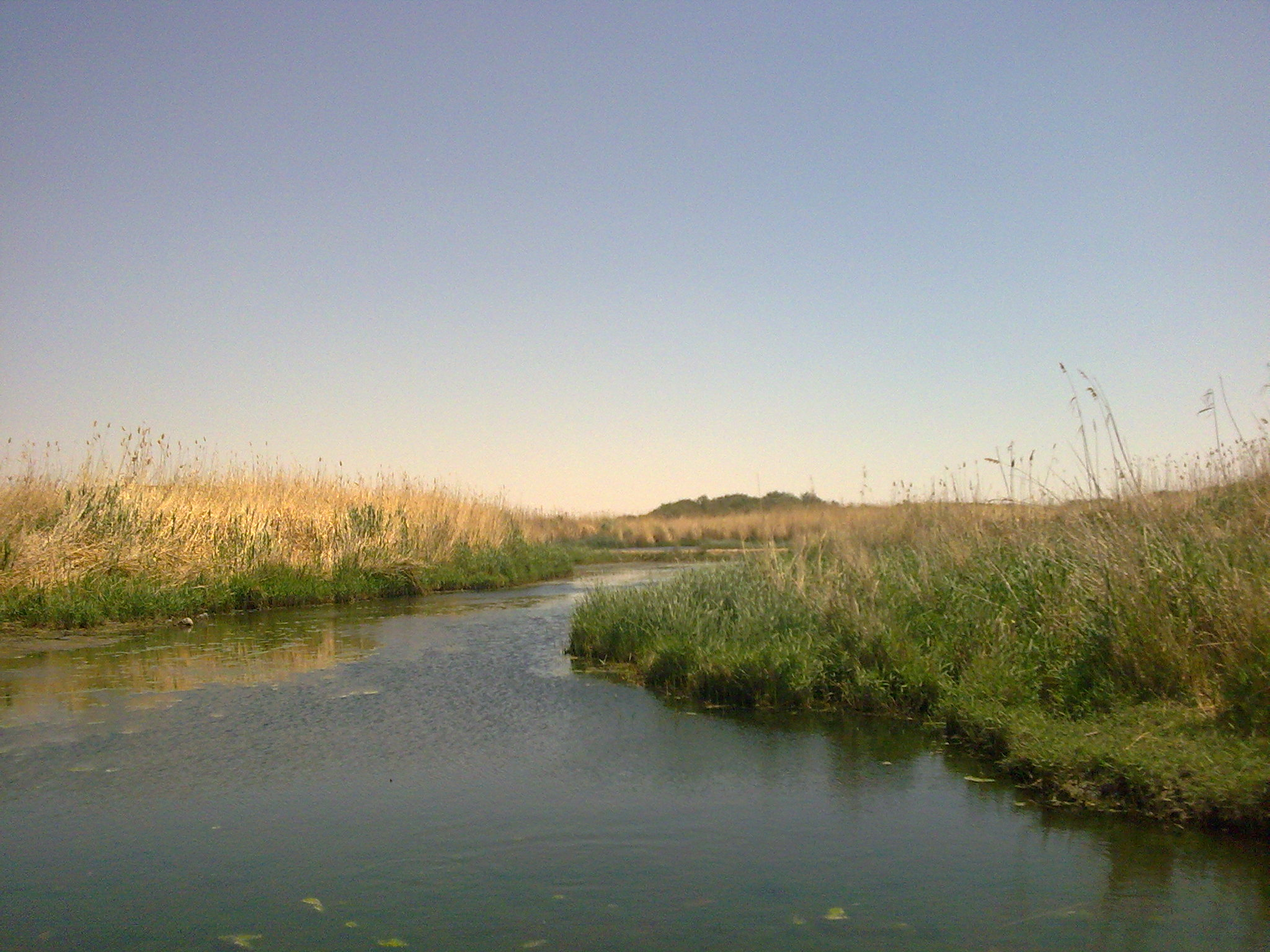
アズラクの湿地帯

## 隣接する県
- マフラク県
- ジャウフ州
- アンマン県
- バルカ県
- ジャラシュ県

## 下位行政区画

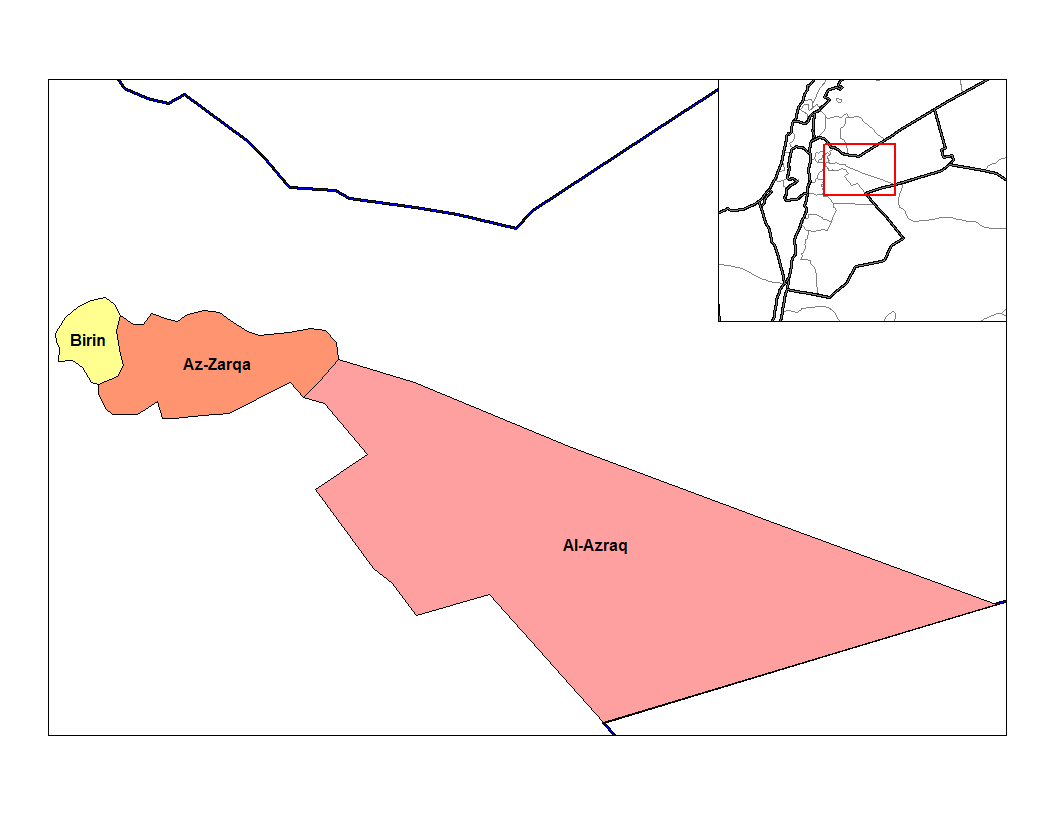
ザルカ県の郡

- لواء الهاشمية (Liwā' al Hāshimīyyah) (Al-Hāshimiyah District)
- لواء الرصيفة (Liwā' ar Ruşayfah) - 中心都市：ルセイファ
- لواء قصبة الزرقاء (Liwā' Qaşabat az Zarqā') (Qaṣabah az-Zarqā')